# Hughes JB-3 Tiamat
Хьюз JB-3 Тиамат (англ. Tiamat) — управляемая ракета «воздух-воздух», разработанная ВВС Армии США во время Второй Мировой войны. Первая созданная в США управляемая ракета «воздух-воздух». Разработка ракеты продолжалась до 1947 года, но была остановлена в связи с моральным устареванием снаряда.

## Описание
Ракета была разработана ВВС США как средство перехвата хорошо вооружённых многомоторных скоростных бомбардировщиков с централизованными системами управления огнём (наподобие Boeing B-29 Superfortress). Работы над проектом начались в январе 1944 года.
Технически ракета представляла собой твердотопливный снаряд сигарообразной формы с тремя Y-образно расположенными поворотными стабилизаторами. Общий её вес составлял около 281 кг. Наведение ракеты осуществлялось «по лучу», с помощью радара самолёта-носителя, обладающего способностью захватывать и удерживать цель. Продолжительность работы двигателя ограничивалась 45 секундами, максимальная скорость — 960 км/ч.
Расчётная дальность полёта ракеты составляла порядка 15 км. 30-килограммовая боевая часть детонировалась стандартным неконтактным взрывателем.
Ракета испытывалась с августа 1945 года, вначале с наземного стенда, стартуя с помощью дополнительного ускорителя, затем с борта самолета A-26. Первый воздушный старт был осуществлён 6 августа 1945 года. Неизвестно, были ли попытки применить ракету против учебной воздушной цели или все запуски были только техническими испытаниями.
После окончания Второй Мировой, ракета продолжала разрабатываться до 1947 года, когда, из-за урезания бюджета на многочисленные ракетные проекты, и ввиду стремления ВВС США сохранить разработку по основным проектам, её конструкция была сочтена морально устаревшей, бесперспективной и разработка этой ракеты была прекращена. Изготовленные снаряды некоторое время использовались в различных испытаниях систем управления.

## Технические характеристики
- Назначение: ракета «воздух-воздух» малой и средней дальности
- Снаряжённая масса: 281 кг
- Силовая установка: твердотопливный ракетный двигатель
- Время работы: 45 секунд
- Скорость в полёте: 960 км/час
- Расчетная дальность: 10-15 км
- Боевая часть: осколочно-фугасная, неконтактного подрыва
- Масса БЧ: около 30 кг
- Система наведения: «по лучу», с автоматическим удержанием луча на цели самолётом-носителем.

## Сравнение с аналогами
| Параметр              | Ruhrstahl X-4                                         | Artemis                                       | Hughes JB-3 Tiamat               | Martin Gorgon IIA                                            |
| --------------------- | ----------------------------------------------------- | --------------------------------------------- | -------------------------------- | ------------------------------------------------------------ |
| Страна:               | Нацистская Германия                                   | Великобритания                                | США                              | США                                                          |
| Снаряжённая масса:    | 60 кг                                                 | 37 кг                                         | 281 кг                           | 440 кг                                                       |
| Дальность:            | 3200 м                                                | 2800 м                                        | 10000—15000 м                    | 16000—20000 м                                                |
| Наведение:            | Радиокомандное ручное, визуальное отслеживание ракеты | Автоматическое, полуактивное радиолокационное | Автоматическое, «осёдланный луч» | Радиокомандное ручное, телевизионное через, камеру на ракете |
| Статус на 09.05.1945: | В производстве                                        | Рабочие чертежи                               | Подготовка к испытаниям          | Испытания                                                    |